# Keçiören
Keçiören é um distrito e uma cidade da Província de Ancara, situada na Região da Anatólia Central no oeste da Turquia. O distrito possui uma população de 672 817 habitantes.

## Cidades Irmãs
- Tainan, Taiwan (2005)
- Gorazde, Bósnia e Herzegovina (2010)